# Utra kyrka

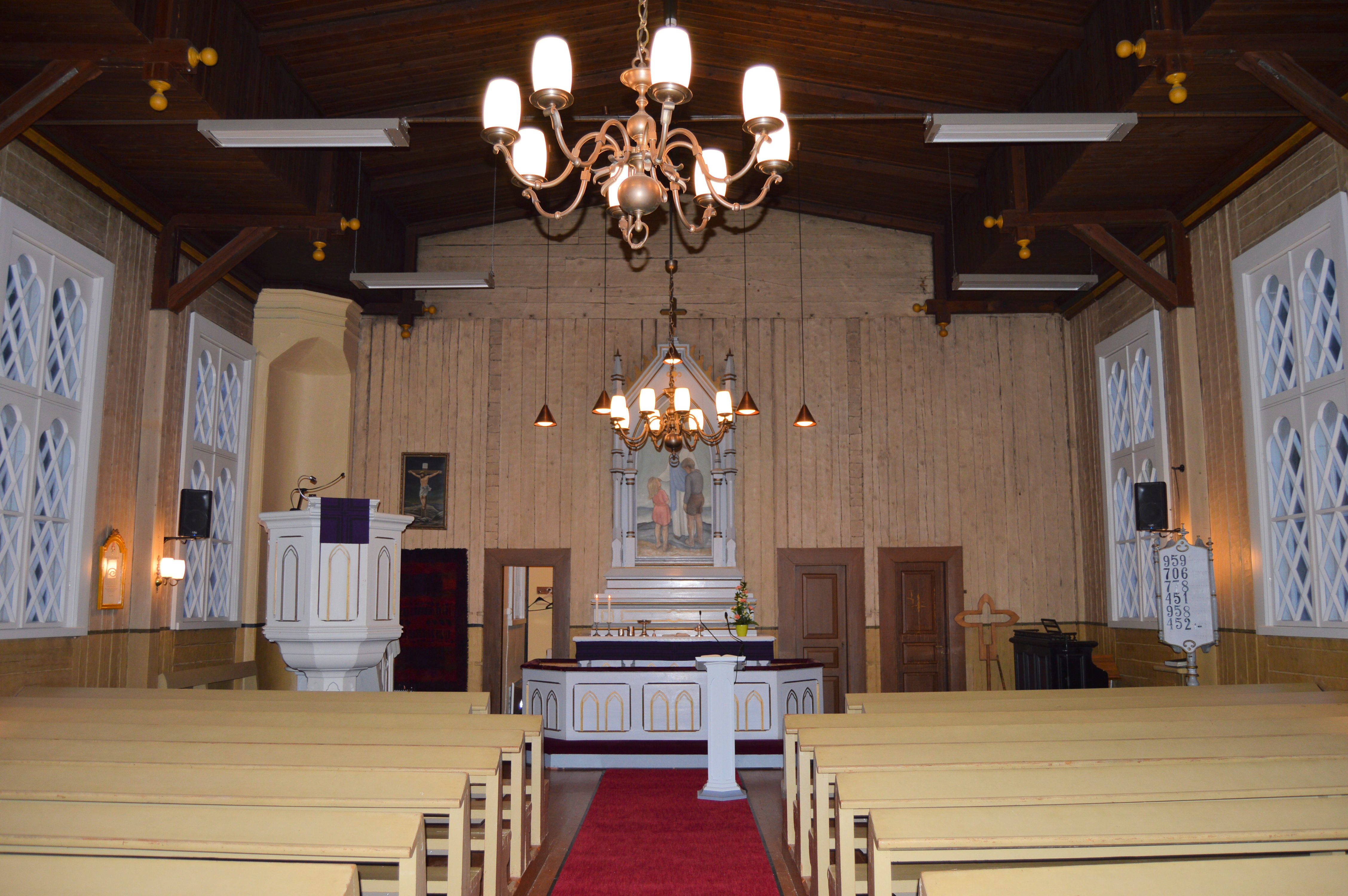
Utra kyrka, interiör

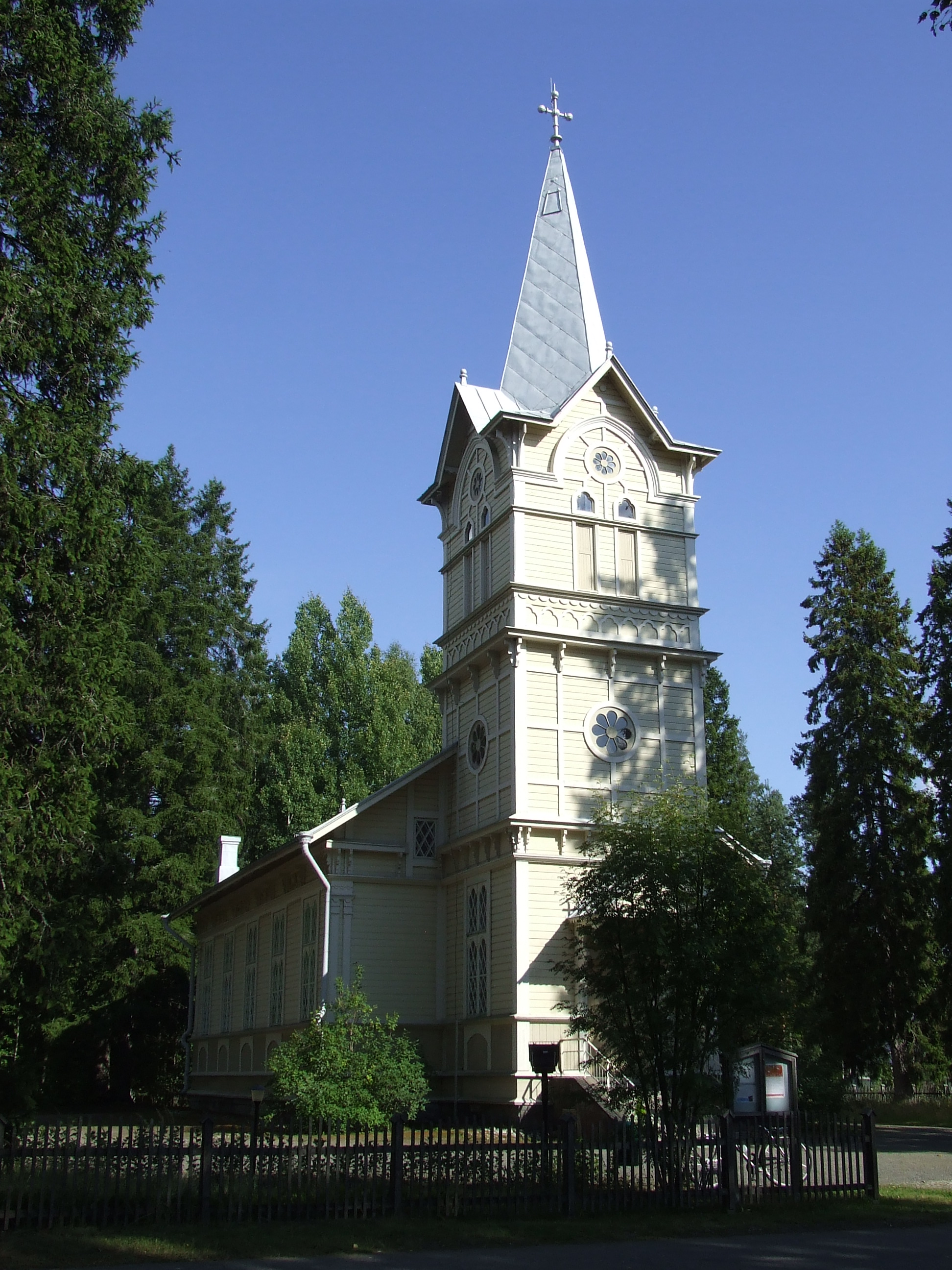
Utra kyrka

Utra kyrka  (Utran kirkko) är en kyrka i Utra i Joensuu stad. Kyrkan är en kyrka i den evangelisk-lutherska Rantakylän seurakunta – församling.
Utra kyrka är den äldsta kyrkobyggnad i staden Joensuu.  Kyrkan byggdes 1895 av brukspatron Hubbart för bruksförsamlingen. Kyrkan är en träkyrka, byggd på stående stockar. Den är en långkyrka med torn i den ena och en låg sakristia i andra gaveln.
Kyrkans arkitekt är okänd, men man antar, att den brittiske ingenjören Thomas Bamford, som arbetade vid Utra sågverk, skulle ha ritat kyrkan. Kyrkans altartavla "Jesus välsignar barn" är målad av konstnären Veikko Lappalainen. I kyrkan finns ca 260 sittplatser. Kyrkan används främst under sommarhalvåret och den är en populär vigselkyrka.  Kyrkans orgel har 12 stämmor, från år 1970 och den köptes år 1990 från Strömsdals kyrka (Juankoski).
Utra bruksförsamling grundades år 1895 i Kontiolax församling. När bruksdriften upphörde, indrogs församlingens rättigheter och förenades med Pielisensuu församling år 1911. Kyrkan tjänade sedan som Pielisensuu församlings kyrka, till den genom gränsjustering mellan Pielisensuu och Joensuu församlingar hamnade i Joensuu församling är 1955. När Rantakylä församling grundades 1983, blev kyrkan en kyrka i denna församling.